# Климов, Валентин Тихонович
Валенти́н Ти́хонович Кли́мов (род. 25 августа 1939) — советский авиационный инженер и учёный, профессор, доктор технических наук, российский промышленный деятель, генеральный директор АНТК имени А. Н. Туполева (1992—1997), заслуженный изобретатель Российской Федерации.

## Биография

### Образование и работа в авиации
В 1961 году окончил «МАТИ» — Российский государственный технологический университет имени К. Э. Циолковского.
По окончании института работал ОКБ им. А. Н. Туполева. В частности, участвовал в разработке средств защиты беспилотных самолётов разработки этого ОКБ. С 1976 года руководил бригадой сертификации гражданских самолётов «Ту». Участвовал в создании и организовывал сертификацию самолётов Ту-144 и Ту-204.
Впоследствии работал начальником Жуковской летно-испытательной и доводочной базы (1982—1990). Внес существенный вклад в отработку и испытания бомбардировщика Ту-160.
В 1990 году был назначен генеральным директором Всесоюзного объединения «Авиаэкспорт», которым руководил до 1992 года
С 1992 по 1997 годы работал генеральным директором АНТК имени А. Н. Туполева. Под его руководством был разработан проект самолёта Ту-330.
С 1998 года работал в авиакомпании Внуковские авиалинии (компании обанкротилась в 2001 году).
В 2011 году Климов был в составе совета директоров ЗАО «Транспортная клиринговая палата».

### Научно-педагогическая деятельность
В 1972 году окончил аспирантуру МАИ и защитил кандидатскую диссертацию по техническим наукам.
Впоследствии стал доктором технических наук (1982), профессором. Вёл преподавательскую работу, заведовал кафедрой «Проектирование технологий и систем эксплуатации воздушных судов» (2000—2007) в МАТИ.

## Награды и звания
- Орден «За заслуги перед Отечеством» IV степени (1997)[11]
- Орден «Знак Почёта» (1981)[5]
- Заслуженный изобретатель Российской Федерации[5][12]
- Почётный авиастроитель СССР (1989)[6]

### Книги
- В. Близнюк, Л. Васильев, В. Вуль, В. Климов, А. Миронов и др. Под ред. В. Т. Климова. Правда о сверхзвуковых пассажирских самолётах. — Москва: Московский рабочий, 2000. — 335 с. — 3500 экз. — ISBN 5239020442.
- В. Климов. Авиационный бизнес. — Москва: Московский рабочий, 2002. — 207 с. — ISBN 5239020992.
- В. Климов, В. Борисов. Функциональные системы летательных аппаратов : Нормы, требования, схемы, испытания. — Москва: Московский рабочий, 2003. — 253 с. — ISBN 9785860640627.
- В. Климов. Авиационная персоносфера : 60—90-е годы XX века : История попыток и ошибок. — Москва: Московский рабочий, 2004. — 207 с.
- Список трудов В. Т. Климова в каталоге Российской национальной библиотеки

### Патенты
- Список патентов с участием В. Т. Климова на Яндекс-патенты